# Sankt Nikolai kyrka, Halmstad
För andra betydelser, se Sankt Nicolai kyrka.
Sankt Nikolai kyrka, tidigare även Halmstads kyrka, är en kyrkobyggnad som sedan 2016 tillhör Halmstads församling (1962-2016 S:t Nikolai församling, tidigare Halmstads församling (före 1962)) i Göteborgs stift. Den är en treskeppig hallkyrka med förhöjt mittskepp och koromgång och ligger vid  Kyrkoatan och Stora Torg i Halmstad.

## Historik
I samband med Halmstads flyttning från Övraby till dess nuvarande plats på 1320-talet, måste även en kyrka ha ingått redan från början i den nya stadsplanen. Vid en undersökning 1964 påträffades i Stora Torgs sydvästra del (strax norr om dagens kyrka) den norra hälften av en byggnad som till sin planform påminner om en kyrka. Den bestod av en rektangulär del, 10x5 meter, orienterad exakt i riktning öst-väst. I den västra delen fanns en innervägg som skapade ett smalt förrum. I öster ett smalare, utskjutande parti som var 1,5 meter långt och 2,3 meter brett. Södra hälften av byggnaden finns ännu kvar under Kyrkogatan. Murarna bestod invändigt av tegel i munkförband och utvändigt av gråsten. Om detta verkligen varit en kyrkobyggnad, kanske den funnits redan innan staden flyttades hit. Vid kyrkans restaurering 1938-1941 ska man ha iakttagit murrester strax väster om den nuvarande kyrkans västfasad. Om dessa har samband med den äldsta stadskyrkan är dock osäkert.

## Kyrkobyggnaden
Exakt när den nuvarande kyrkobyggnaden uppfördes är obekant. Den omtalas första gången 1432, då påven Eugenius IV utfärdar ett avlatsbrev för alla som besöker jungfru Marias kapell i S:t Nikolai kyrka. Medel fordrades då för kapellets underhåll, vilket antyder att kyrkans historia bör gå tillbaka till 1300-talet. Att utläsa de äldsta faserna i kyrkans murverk är i dag en svår uppgift. Kyrkan har nämligen ombyggts flera gånger. Så till exempel kan man konstatera att de i interiören dominerande runda mittpelarna är uppförda av tegel i större format, men i så kallat renässansförband. Denna typ av murningsteknik inom det danska området förekommer först under mitten av 1500-talet. 
Kyrkan hade fram till 1870 ett utskjutande vapenhus och en sakristia, belägna mot torget i norr. Spår i murarna visar att sakristian legat som en tillbyggnad mot det norra sidoskeppet nära koret. Som brukligt var i medeltida stadskyrkor, fanns det i Halmstads kyrka flera altaren. Dessa omtalas i flera handskrifter från slutet av 1400-talet. Kyrkans huvudaltare var vigt till S:t Nikolai, de sjöfarandes skyddshelgon.  Andra kända altare var S:t Olafs, S:ta Marias, S:t Eriks, S:t Jakobs, S:t Andreas, S:ta Barbaras och S:ta Gertruds. Det fanns även ett kalentealtare i kyrkan. Hur dessa altare var placerade inne i kyrkan är i dag inte känt. En välbevarad altarskiva av sten påträffades vid restaureringen 1938-1941. Den ingår nu som en del av högaltaret.
Byggnaden undkom den stora branden 1619 och är därför en av ett fåtal, förutom  slottet och några andra, som bevarats. Den är uppförd i tegel som en treskeppig hallkyrka med kraftiga rundpelare och förhöjt mittskepp. Byggnaden har yttermåtten 57 x 24 meter. Kyrkan restaurerades efter branden av Hans van Steenwinckel den yngre. Vid en påföljande restaurering i mitten av 1700-talet bröt man ner valven över mittskeppet och uppförde ett lägre, halvrunt trävalv. 1799 skulle ett nytt tornur sättas in istället för det gamla.
Vid restaureringen på 1869-1872 under Frans Jacob Heilborn fick kyrkan sin nuvarande yttre dräkt inklädd i gult fasadtegel. Tidigare hade den en fasad av rött stortegel, som omkring 1815 vitkalkades. Denna äldre fasad göms idag bakom det gula teglet.
Början av 1890-talet märktes problem efter värmeledningens insättande, med orgeln som var högt uppsatt under valvtaket, så kören inte kunde göra sig gällande. Efter bidrag av Halmstads sparbank på 3 575 kr., så kunde i juni 1895 orgelläktaren och åhörarläktaren undertill rivas. En ny orgelläktare, som även hade plats för kören, sattes upp efter ritningar av stadsarkitekt Sven Gratz.  Arbetet utfördes av byggmästare J. P. Wigren, Halmstad. Järnarbetet överläts åt Halmstads Gjuteri och mekaniska verkstad. Orgelläktaren blev uppförd av furu i götisk stil, vilande på två järnkolonner. Läktargolvet ligger 4,2 meter högre än kyrkans men 2 meter lägre än tidigare orgelläktarens.
Dagens interiör tillkom efter en omfattande restaurering 1938–1941 med syfte att förstärka den medeltida karaktären. Då blottlades ytorna av rött tegel på arkadpelare och arkadbågar och byggnaden fick även en ny grund i betong, vilken ersatte den tidigare förmultnade trägrunden av stockar i bokträ, vilande i grundvattnet. Arkitekten Ivar Tengbom, som ledde arbetet, ritade då också en orgelfasad med blindpipor till den nya orgeln. Man påträffade även rester av 1400-talsmålningar, varav fragment finns i koromgångens nordöstra del.

## Inventarier
Andra betydligt äldre inventarier är gravstenar i golvet och begravningsvapen utmed väggarna. I vapenhuset finns Hans van Stenwinkel den äldres gravsten. Greve Jöran Sperling, son till Hallands förste guvernör Caspar Otto Sperling, har sitt begravningsvapen vid torgingången. 
- Jöran Sperling har skänkt kyrkans altaruppsats till minne av sin första fru Ingeborg Lilliehök, som avled 1675. Dess målningar är utförda åren 1715-1716 av Johann Heinrich Wedekind från Tallinn.
- Den snidade predikstolen i renässansdekor, med förgyllda maskaroner och broskornament skänktes på 1630-talet av en borgmästar Albrecht Pedersön Machum.
- I norra sidoskeppets västra del finns ett gravkor för släkten Gagge. Det vackert skurna korskranket är från 1630-talet.
- Ivar Tengbom har utfört små smidesfigurer i art décostil som avgränsning till koret.
- En av Sveriges förnämsta serie glasmålningar är de åtta stora kyrkfönstren i koromgången, som följer evangeliet från Gamla testamentet till nutid. De tillverkades av Einar Forseth under 1955—1978.
- Halmstadgruppens Erik Olson har utfört de mindre runda glasmålningarna i kyrkans korsarm, där den ena har advent som motiv och den andra yttersta domen.
- Einar Forseth har även utfört en större glasmålning i kyrkans dop- och vigselkapell, som kom på plats 1953.
- Votivskeppet Christine, skänktes till kyrkan 1972.
- Skulpturer på orgelfasad och läktarbröstning, series pastorum, är tillverkade  av Erik Nilsson, Harplinge.
- Kormatta i röllakan, nu i S:t Eriks kapell i koromgången, tillverkad av Halländska Hemslöjden i Halmstad under ledning av fru Alfhild Salvén, fick sin plats i högkoret när kyrkan återinvigdes efter restaureringen 1938-41.
- Kormatta i röllakan inköptes till kyrkan 1971 och ersatte då en äldre från 1941. Den är tillverkad i vävaregården i Blekinge under ledning av Erik Lundberg.

## Bilder

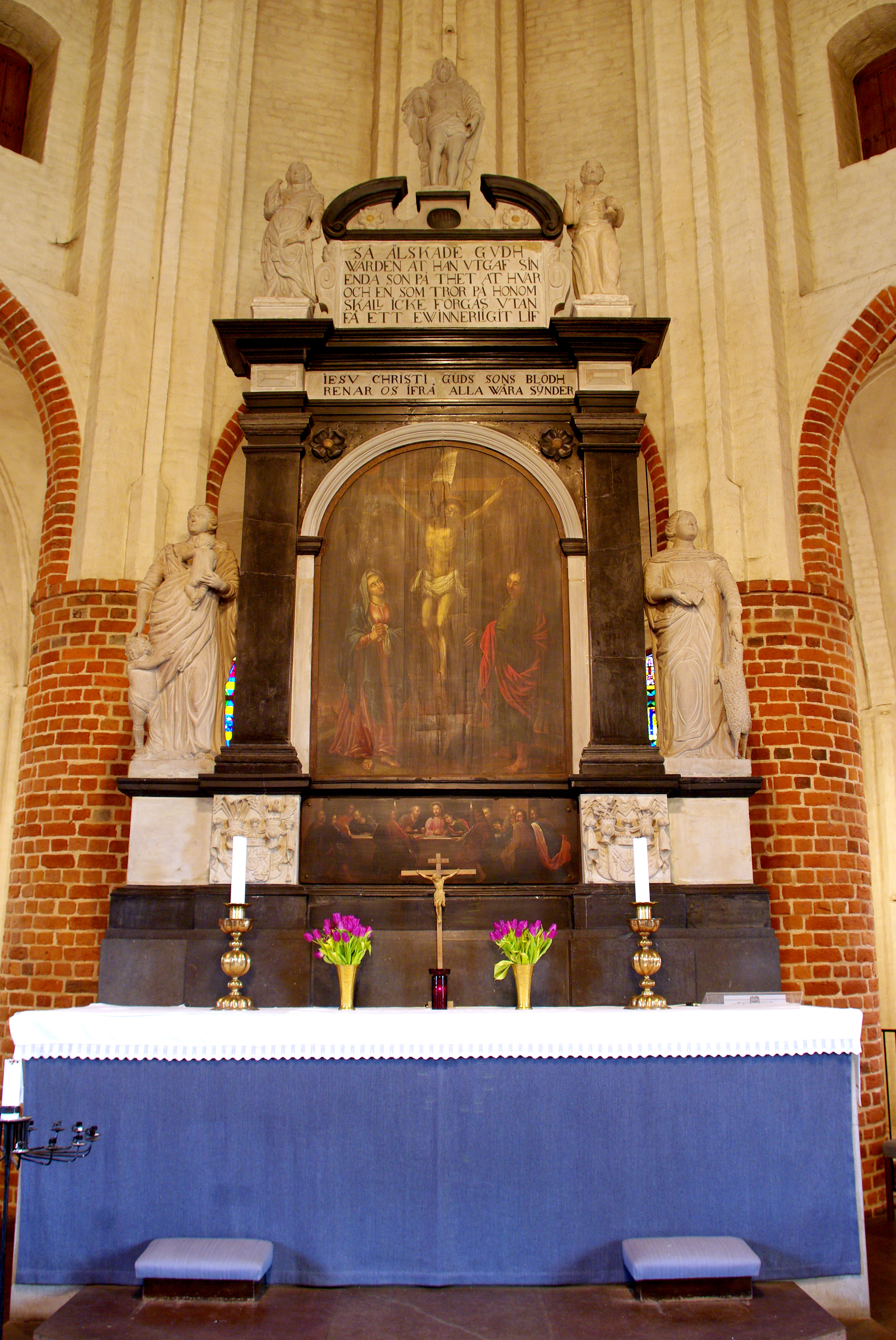
Altaruppsatsen.
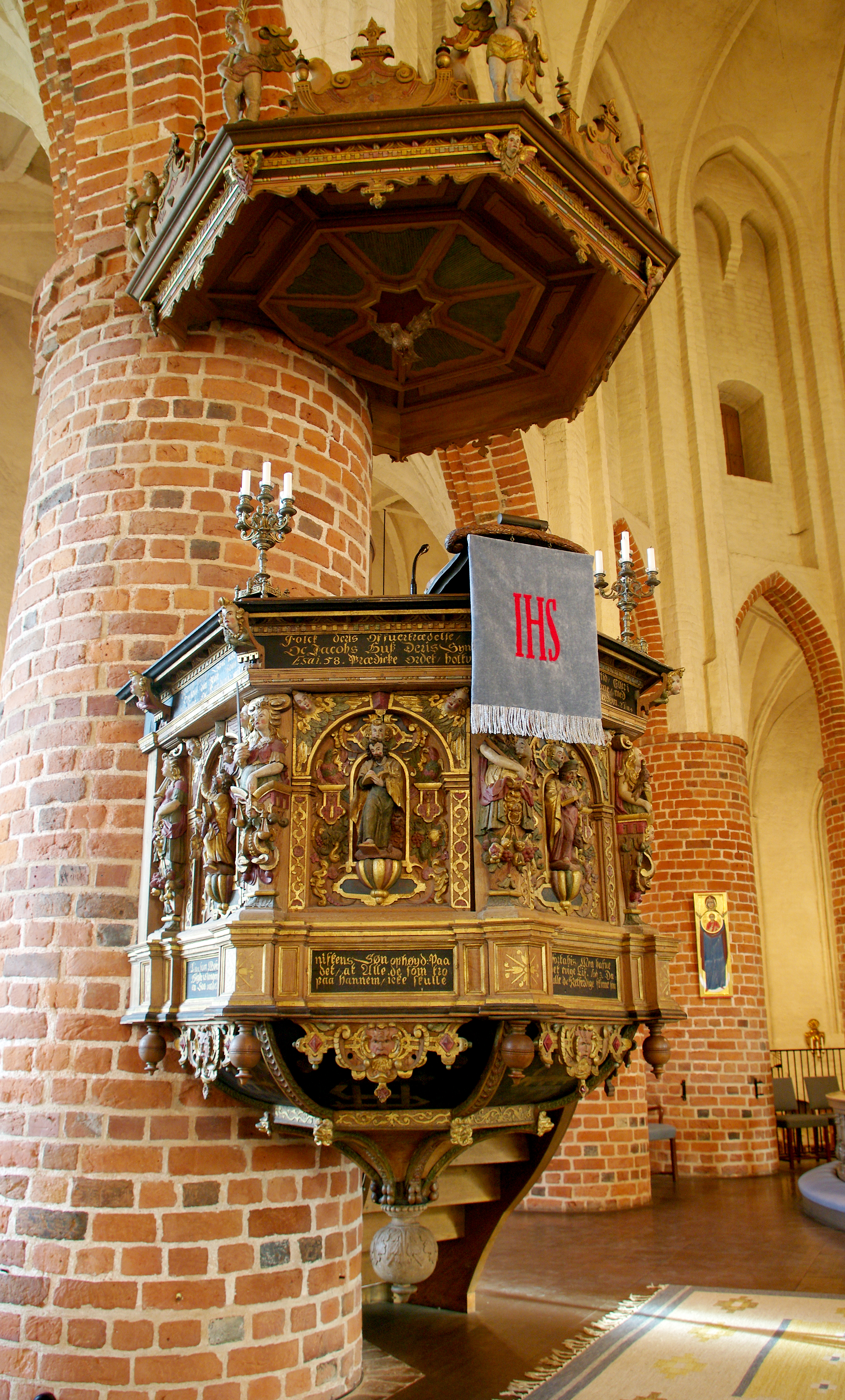
Predikstolen från 1620-talet.
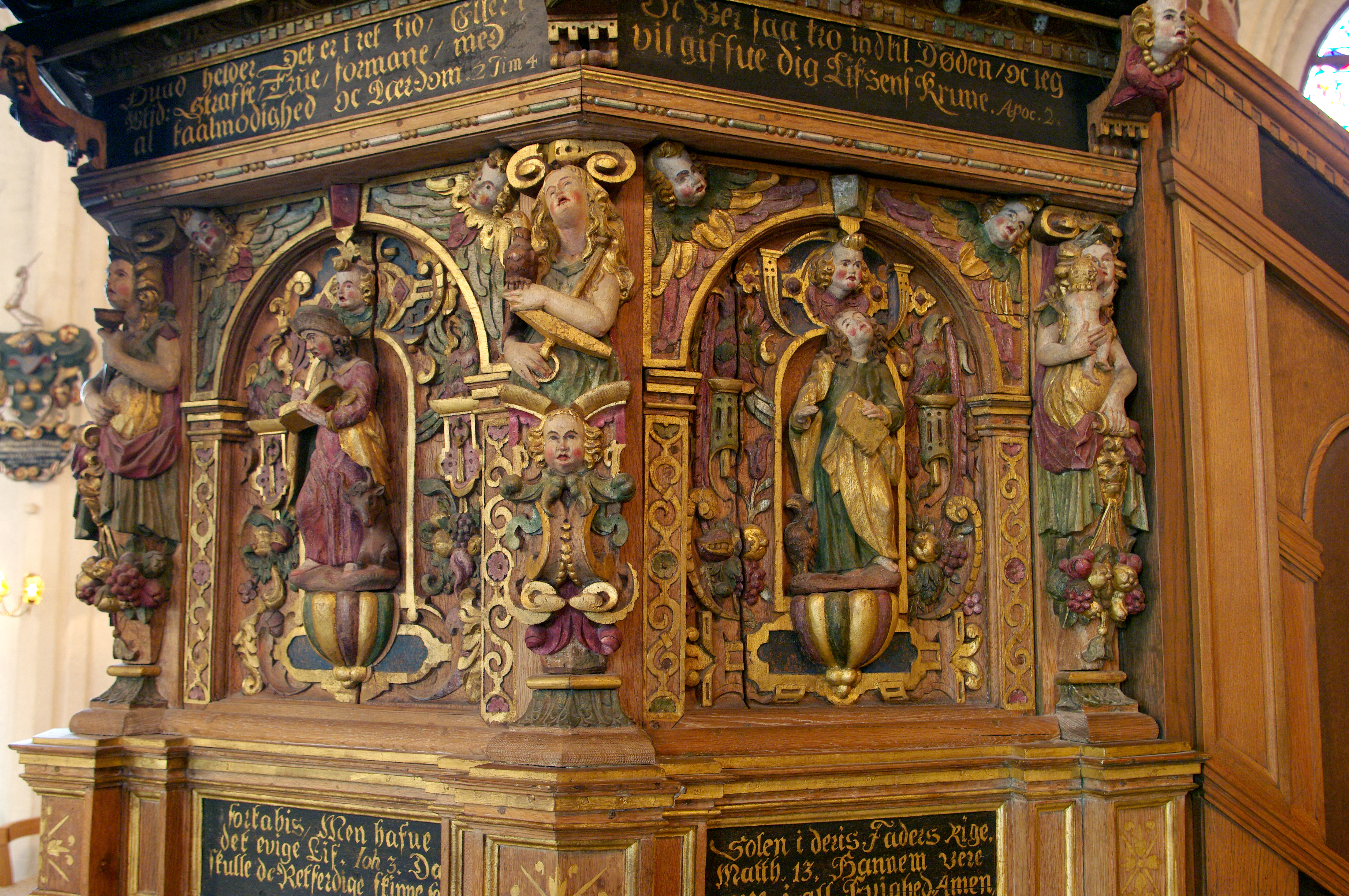
Detalj av predikstolen.
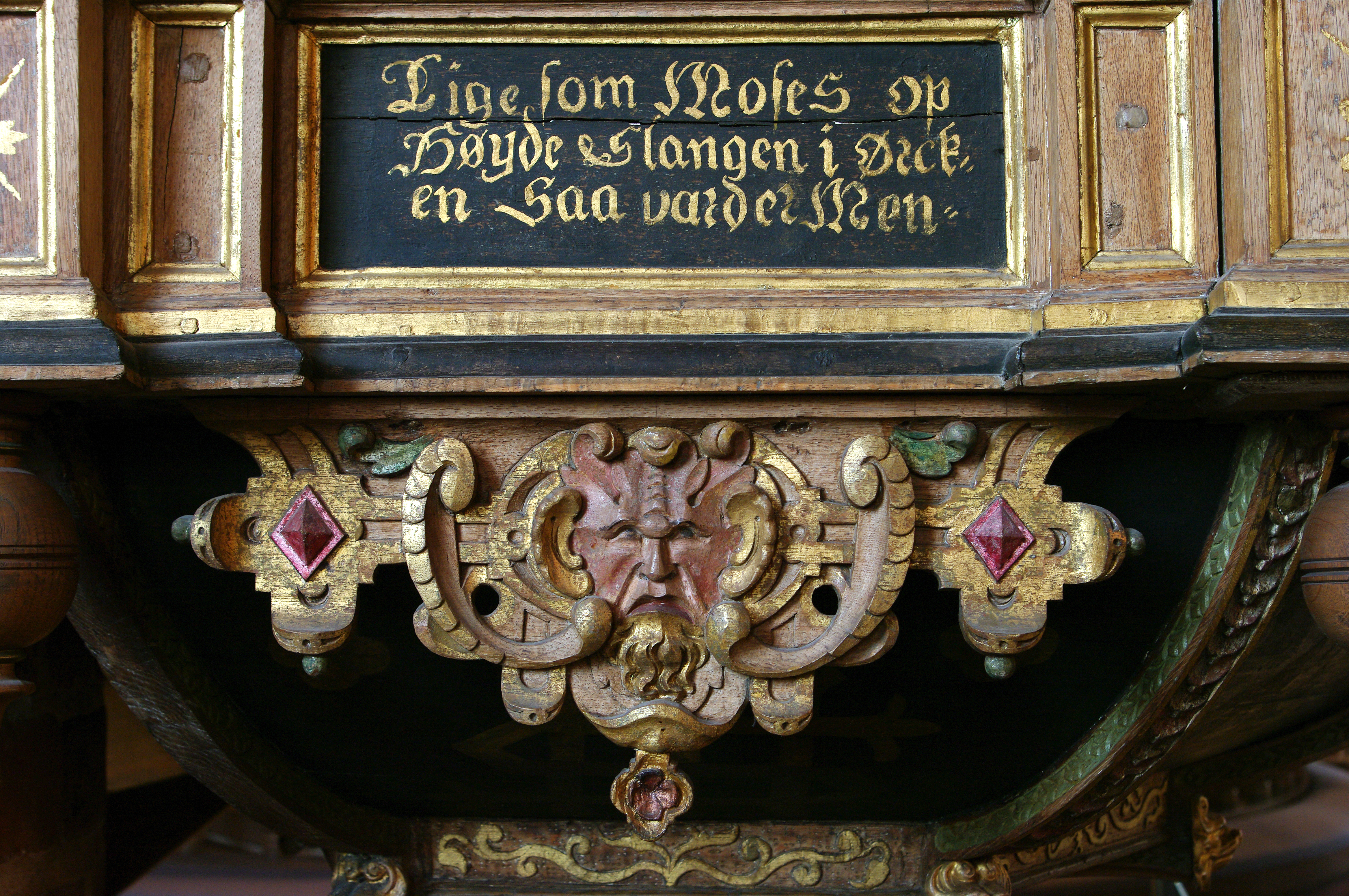
Detalj av predikstolen.
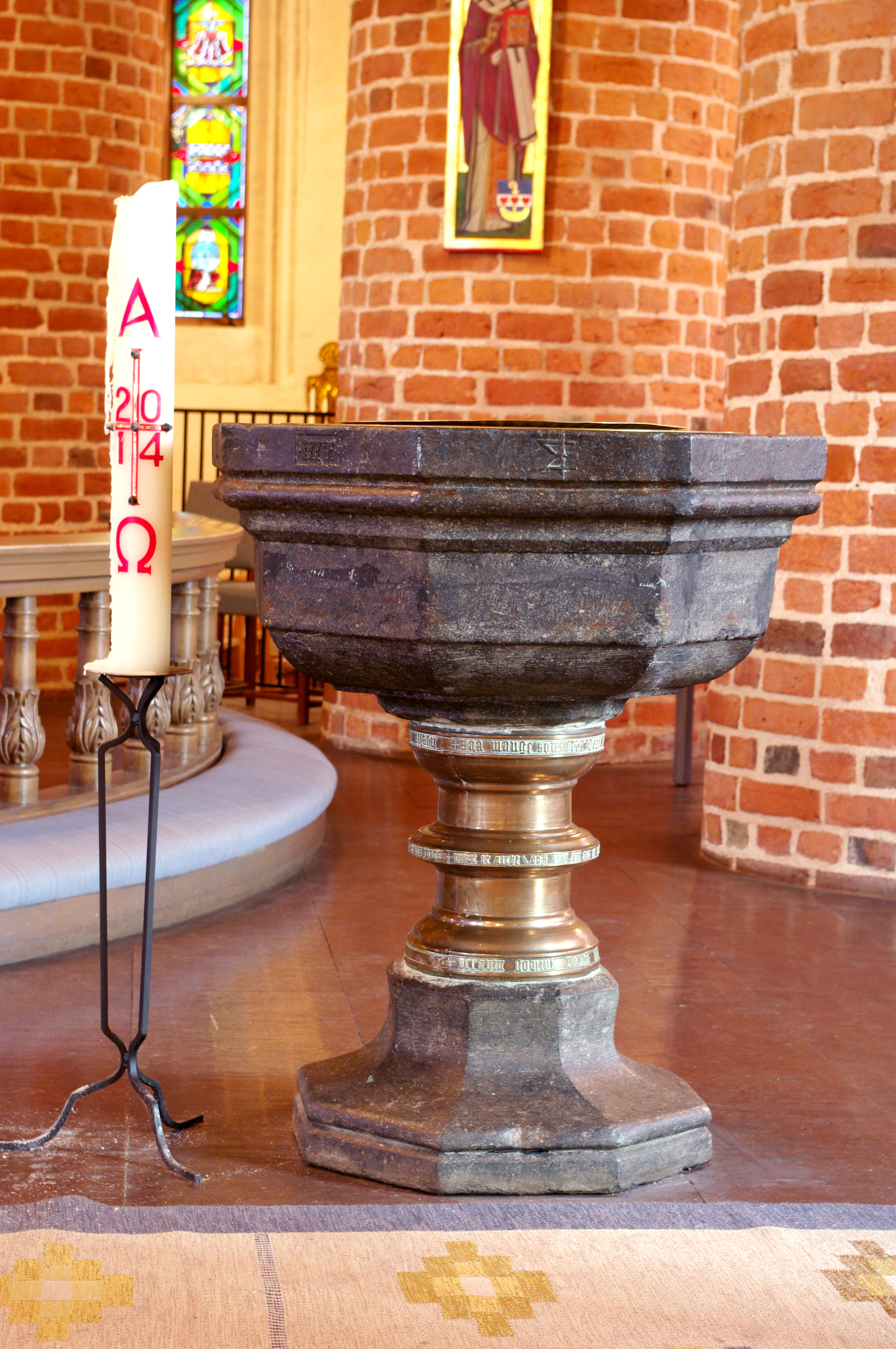
Dopfunten med cuppan från 1474.
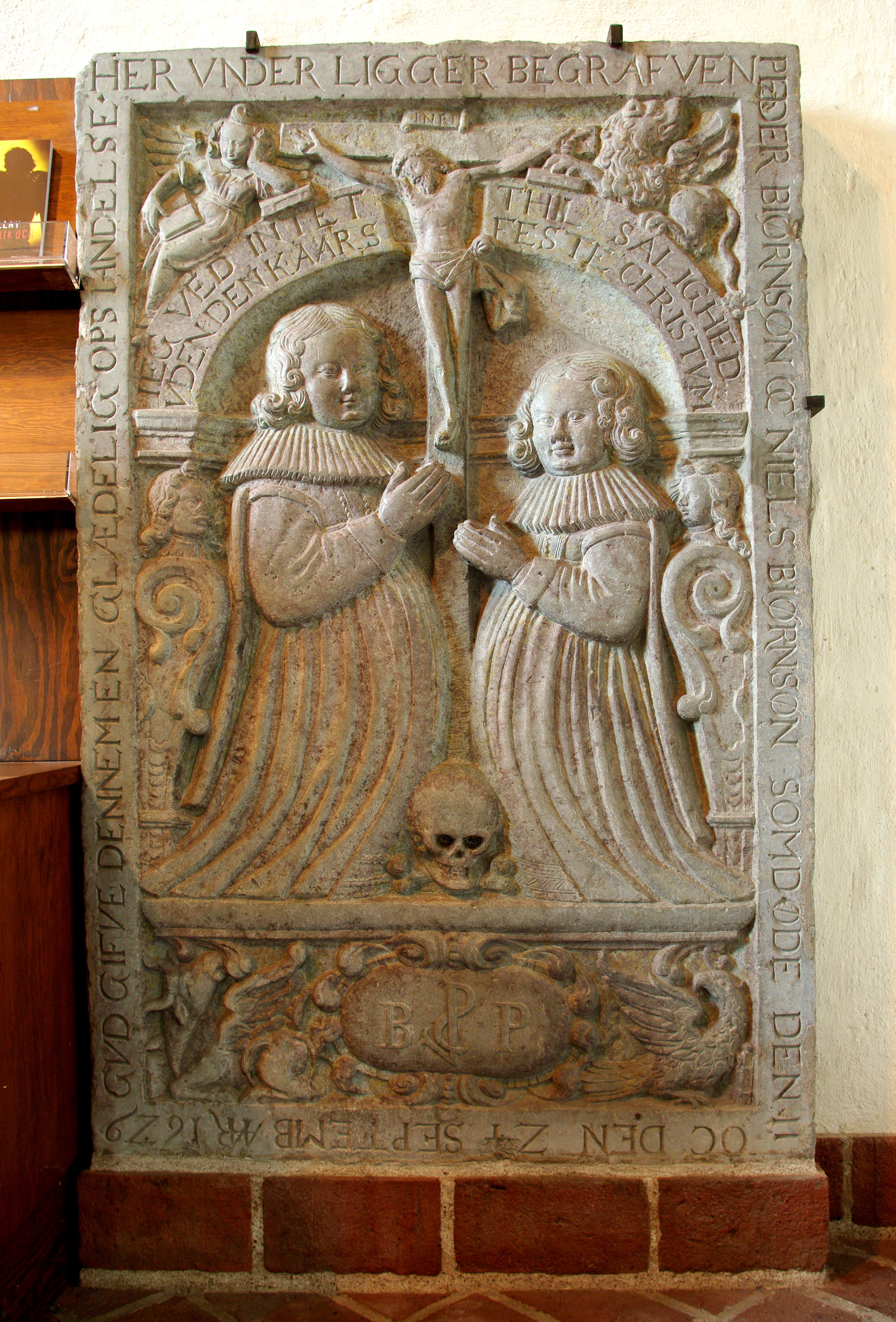
Gravsten i kyrktornet.
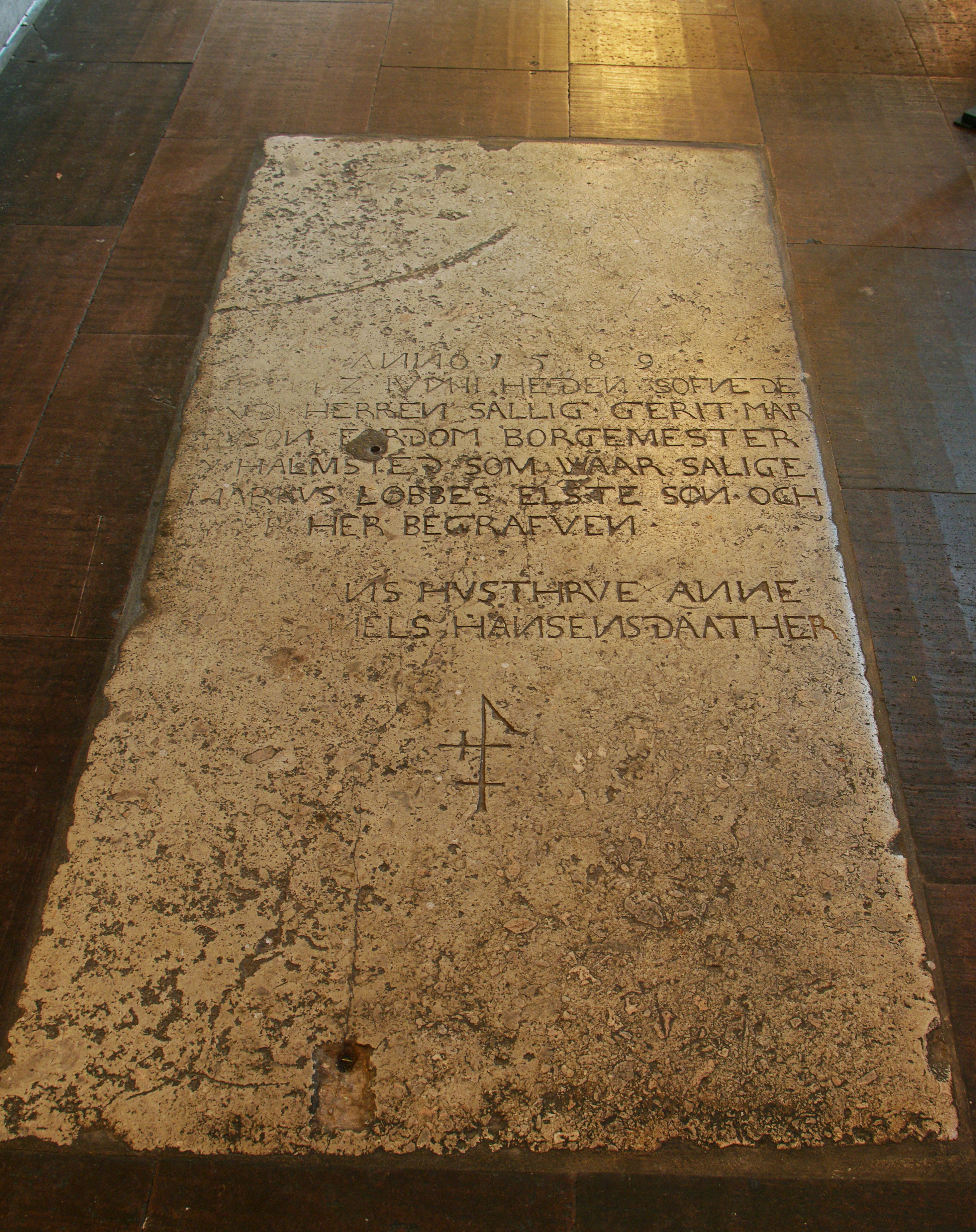
Gravsten i norra koromgången.
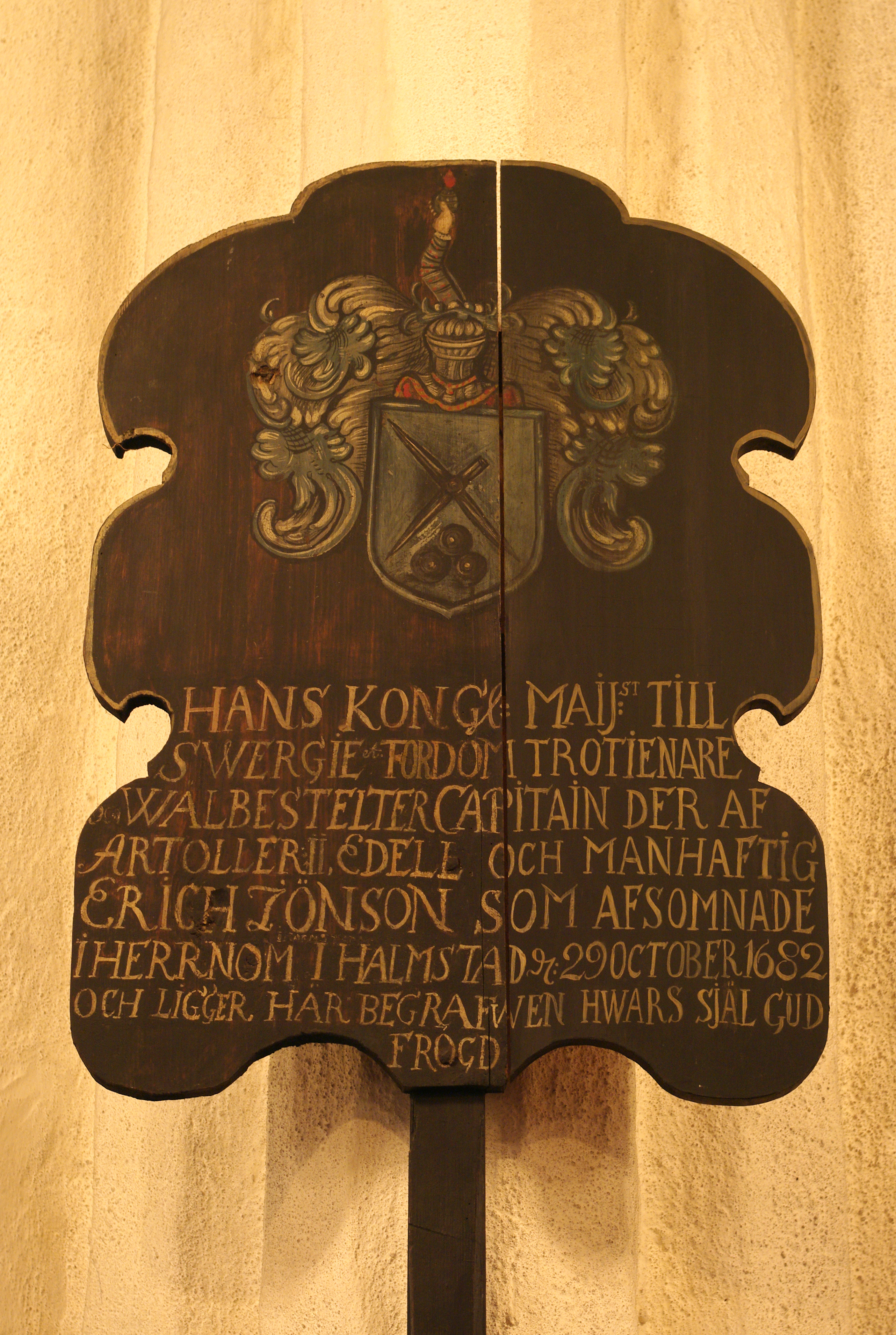
Prestav över Erich Jönsson från 1682.
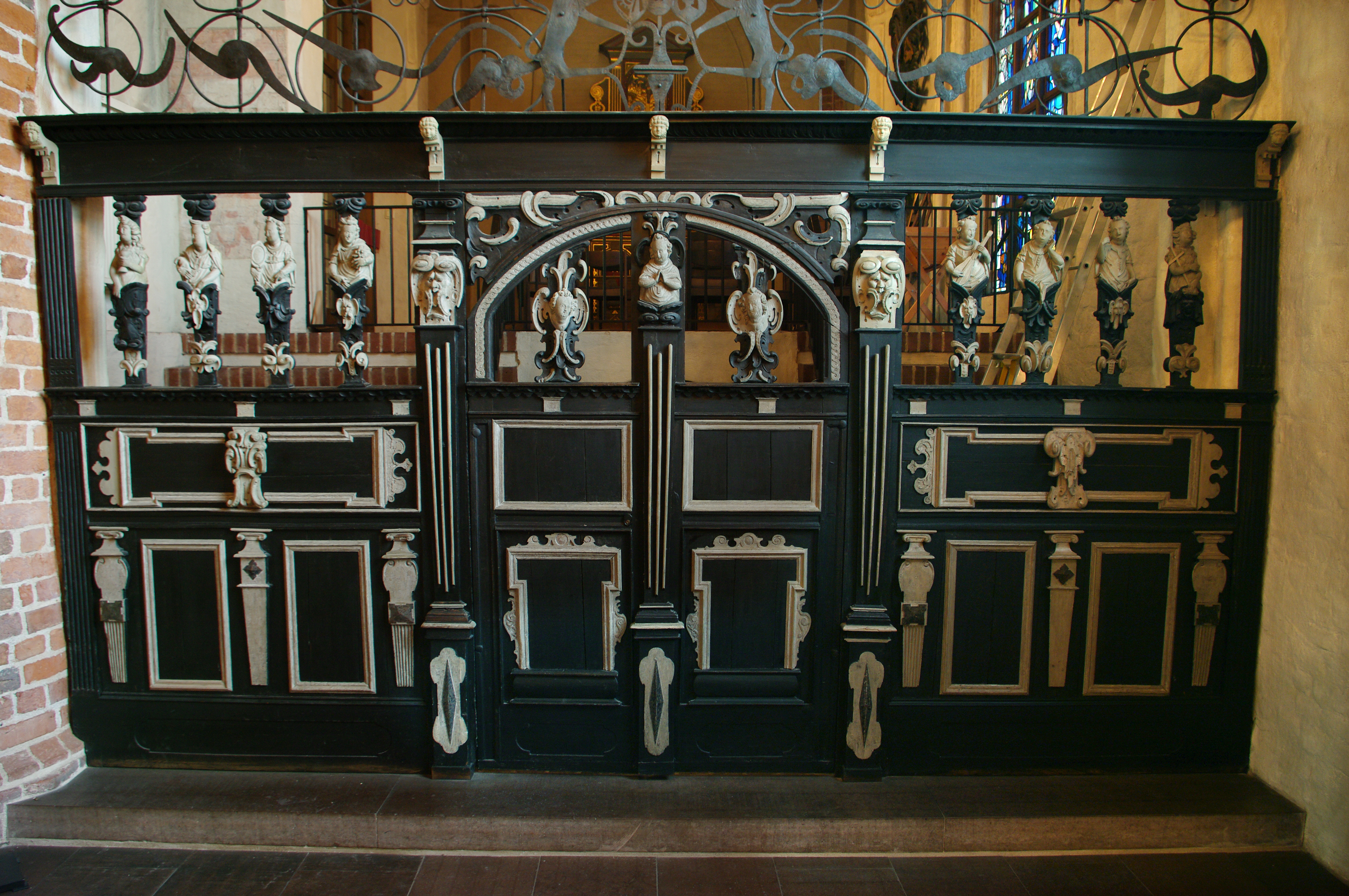
Gagges gravkor.
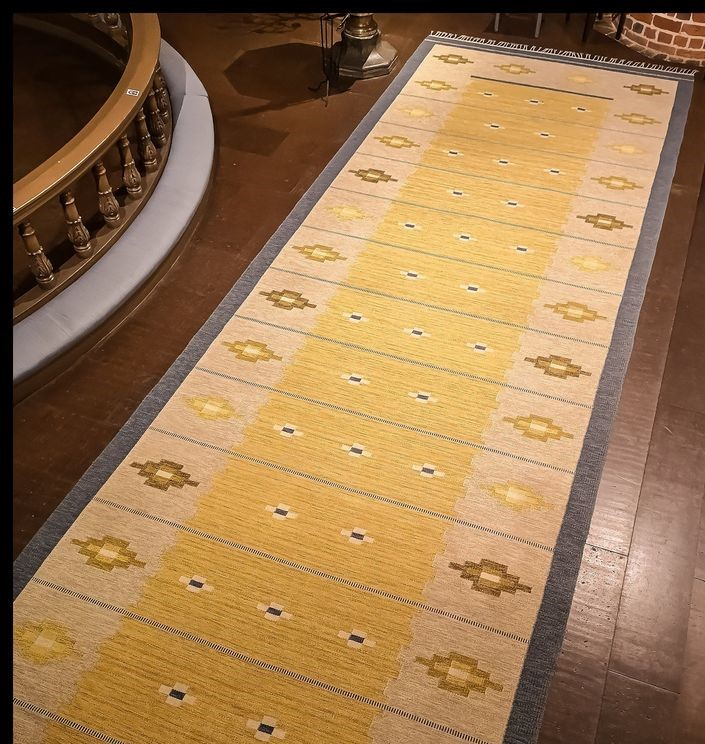
Kormatta från 1971.
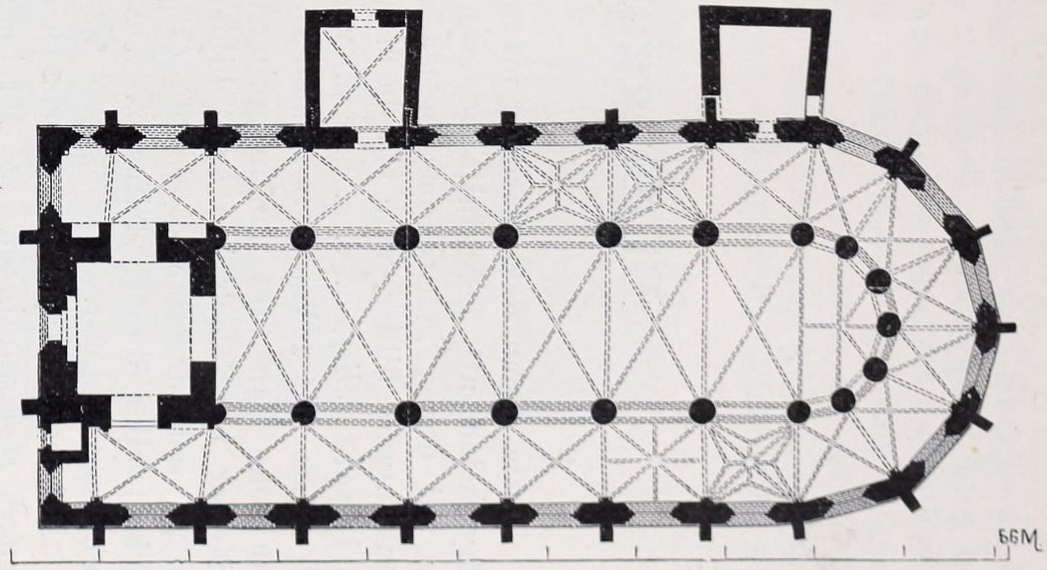
Planritning (1907).

## Orglar
Kyrkan hade tidigt en orgel, troligen redan under medeltiden. År 1593 omtalas att kyrkan fick ett nytt orgelverk. Troligtvis fick man insätta en ny orgel efter den stora branden 1619. 
- Året 1667 finns uppgifter om att man åter anskaffat en ny orgel till kyrkan, byggd av Hans Christoph Fritzsche, Köpenhamn med 24 stämmor. I samband med detta byggdes den första läktaren i kyrkans västra del. Tidigare hade orgeln stått på en läktare framme i nordöstra delen.
- 1801 var det åter dags att inviga en ny orgel. Denna var byggd av Lars Strömblad.
- 1872 behövdes orgeln renoveras, men man beslöt då att införskaffa en helt ny Den byggdes av Erik Adolf Setterquist, Örebro, med 32 stämmor fördelade på två manualer och pedal med 8 koppel. Den blev besiktigad lördagen 3 januari 1873 av musikdirektörerna Knut Lönngren, domkyrkoorganist i Växjö, och Gustaf Erik Stolpe, organist i Varberg. Invigning skedde den 4 januari 1873.[6] Orgeln hade 8 så kallade Pistonbälgar tillsammans med 3 regulatorer, samt även en pneumatisk maskin för komprimerad luft skapa en mjukare touch.[förtydliga] Orgeln var stämd i orkesterton med liksvävig temperatur. En del förändringar gjordes från uppsatt kontrakt.[7]

| Manual I            | Manual II           | Pedal            | Koppel                                                              |
| ------------------- | ------------------- | ---------------- | ------------------------------------------------------------------- |
| Principal 16'       | Principal 8'        | Violon 16'       | I/P                                                                 |
| Borduna 16'         | Borduna 16'         | Subbas 16'       | I/II                                                                |
| Principal 8'        | Fugara 8'           | Kvinta 12'       | Oktavkoppel till öververket en oktav lägre.                         |
| Gamba 8'            | Rörflöjt 8'         | Violoncell 8'    | Oktavkoppel till 1:a man. diskant, oktaven högre från ettstrukna c. |
| Flüte Harmonique 8' | Retusa 8'           | Borduna 8'       | Forte eller Piano i pedalen.                                        |
| Borduna 8'          | Salicional 8'       | Oktava 4'        | En oktav högre i pedalen.                                           |
| Oktava 4'           | Principal 4'        | Basun 16'        | Crescendo eller diminuendo i öververket.                            |
| Oktava 2'           | Rörflöjt 4'         | Kontra-basun 32' | Koppel till de starka stämmornas borttagande el. tillsättande.      |
| Kvinta 3'           | Flüte Oktaviante 4' |                  |                                                                     |
| Kornett 4 chor.     | Flageolette 2'      |                  |                                                                     |
| Trumpet 16'         | Euphone 8'          |                  |                                                                     |
| Trumpet 8'          | Corno 8'            |                  |                                                                     |

- Denna orgel byggdes om 1896 av Åkerman & Lund, Sundbybergs köping med 33 stämmor och användes fram till 1938.
- 1941 byggde Bo Wedrup, Uppsala en orgel med 52 stämmor.
- 1958 byggde Olof Hammarberg, Göteborg en elektrisk orgel.

| Huvudverk I       | Svällverk II      | Öververk III         | Pedal            | Koppel |
| Gedacktpommer 16' | Rörflöjt 8'       | Gedakt 8'            | Principal 16'    | I/P    |
| Principal 8'      | Fugara 8'         | Gedaktpommer 4'      | Subbas 16'       | II/P   |
| Gemshorn 8'       | Principal 4'      | Rörflöjt 4'          | Oktava 8'        | III/P  |
| Oktava 4'         | Spetsflöjt 4'     | Principal 2'         | Gedakt 8'        | II/I   |
| Nachthorn 4'      | Nasard 2 2/3'     | Gedaktflöjt 2'       | Oktava 4'        | III/I  |
| Kvinta 2 2/3'     | Blockflöjt 2'     | Nasat 1 1/3'         | Nachthorn 2'     | III/II |
| Oktava 2'         | Kvintadena 2'     | Sesquialtera II chor | Aliqout III chor |        |
| Mixtur IV chor    | Ters 1 3/5'       | Scharf II chor       | Mixtur III chor  |        |
| Cymbel II chor    | Sivflöjt 1'       | Regal 8'             | Trumpet 16'      |        |
| Trumpet 8'        | Mixtur III chor   | Tremulant            | Clairon 4'       |        |
|                   | Dulcian 16'       |                      |                  |        |
|                   | Skalmeja 8'       |                      |                  |        |
|                   | Crescendosvällare |                      |                  |        |

- År 2003 byggdes en ny orgel av den nederländska firman Pels & van Leeuwen i s'Hertogenbosch i ett nytt orgelhus med integrerad fasad, varvid Tengboms fasad togs ned utan tillstånd från antikvariska myndigheter. Sedan dess har strid stått om den fasaden ska behållas eller Tengboms fasad återuppsättas framför en ombyggd orgel. Församlingen har accepterat Tengbomfasaden efter domstolsutslag, men har flera internationella orgelprofiler mot sig och har haft problem att finna en orgelbyggare som vill utföra ombyggnaden. Över 770 organister och orgelkännare har protesterat mot att Tengboms-fasaden ställs framför den nya orgeln.[8][9][10]

### Kororgel
1978 byggde Åkerman & Lund Orgelbyggeri AB, Knivsta en mekanisk orgel med ny fasad.
| Huvudverk I      | Svällverk II        | Pedal        | Koppel  |
| Principal 8´     | Bourdon 8´          | Subbas 16´   | I/P     |
| Rörflöjt 8´      | Vox retusa 8´       | Principal 8´ | II/P    |
| Oktava 4´        | Flûte octaviante 4´ | Bourdon 8´   | II/I    |
| Flöjt 4'         | Principal 2'        | Fagott 16'   | II 4'/P |
| Tvärflöjt 2'     | Nasat 1 1/3'        |              |         |
| Cornett III chor | Sedecima 1'         |              |         |
| Mixtur IV chor   | Cromorne 8'         |              |         |
| Trumpet 8'       | Tremulant           |              |         |
|                  | Crescendosvällare   |              |         |

### Dopkapellet
I dopkapellet står en mekanisk orgel byggd 1958 av Olof Hammarberg, Göteborg.
| Manual       |
| Gedakt 8'    |
| Rörflöjt 4'  |
| Principal 2' |

## Kyrkklockor

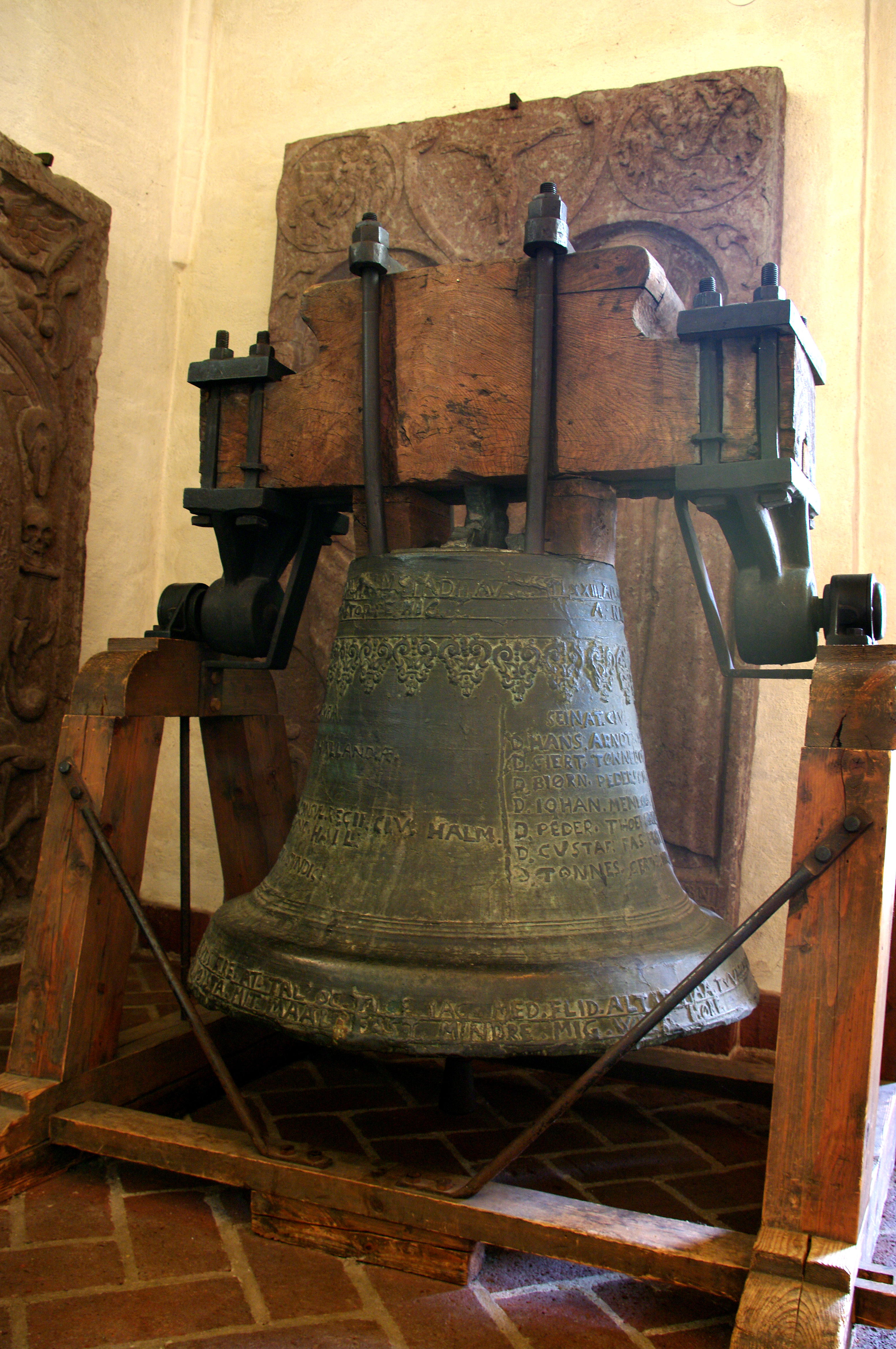
Kyrkklockan i tornet.

Omkring år 1530 ägde kyrkan åtminstone två klockor. Det året överläts klockan i S:t Jörgens kapell till Halmstad och kan ha hängts upp i Nikolaikyrkan. År 1563 fördes Övraby kyrkas klocka till staden. Sannolikt användes även den i Nikolaikyrkan då man i kyrkans räkenskaper i början av 1600-talet noterde att kyrkan ägde fyra klockor. I samband med stadsbranden 1619 störtade klockorna ner och skadades. De fördes till Helsingör och göts om.
Kyrkan äger i dag fyra klockor. Storklockan, som väger 2530 kg, göts 1940 av K G Bergholtz i Stockholm. Mellanklockan, som väger 1125 kg, göts i Jönköping 1843. Den innehåller malm från en tidigare klocka, även den var omgjuten. Densamma ska enligt muntlig tradition innehålla malm från Övraby kyrkas medeltidsklocka, som år 1563 fördes ner till Halmstad. Lillklockan, som väger 1020 kg, göts 1939 av K G Bergholtz i Stockholm. Den fjärde klockan är från 1667 och väger 500 kg. Den var fram till 1940 kyrkans lillklocka. Planerat var att den skulle smältas ner och omgjutas. Folket motsatte sig detta, pengar insamlades till ny klocka och den gamla lillklockan från 1667 återfinns nu i kyrkans vapenhus.

## Bilder

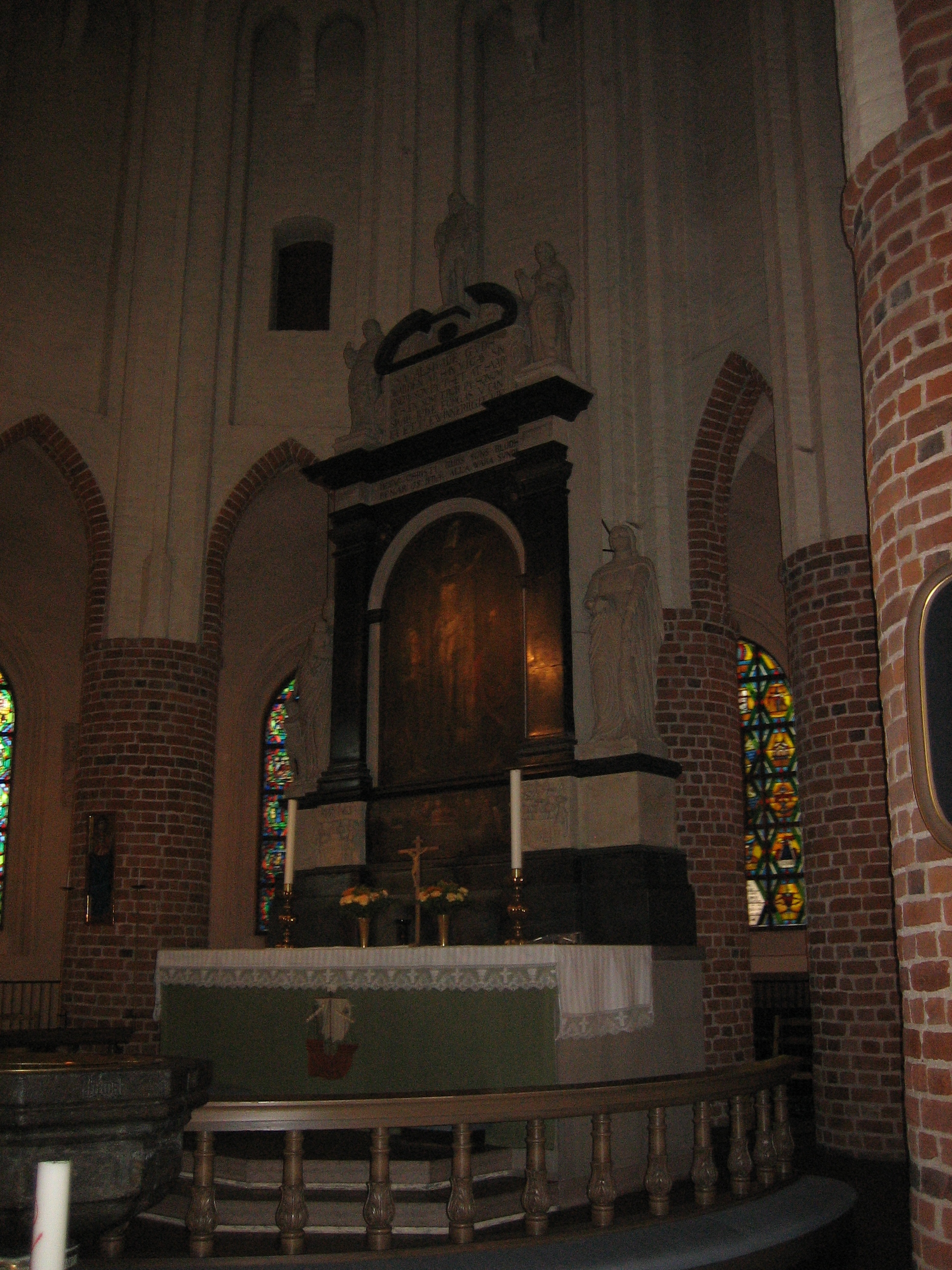
Altaret
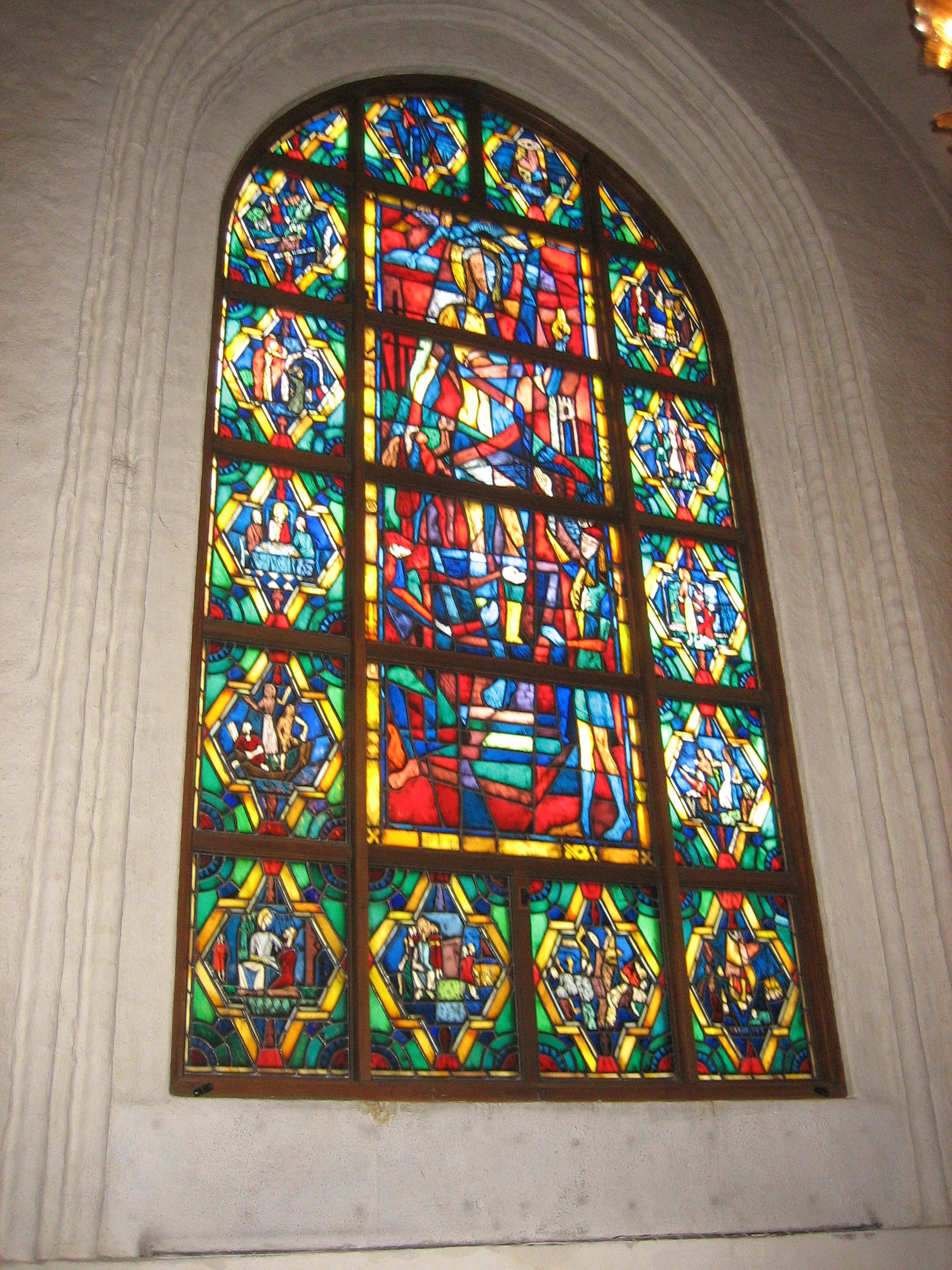
En av glasmålningarna
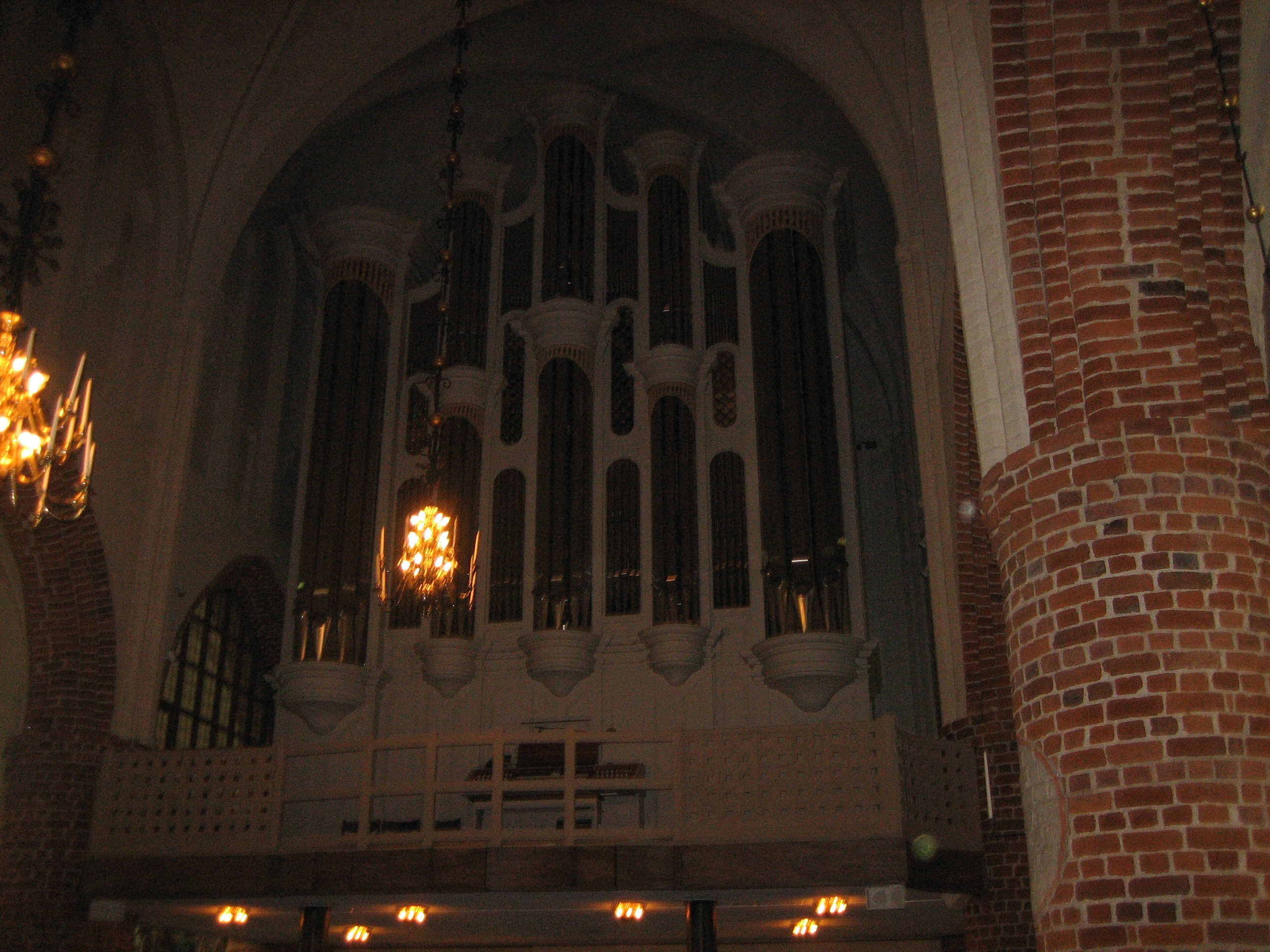
Orgeln efter 2003
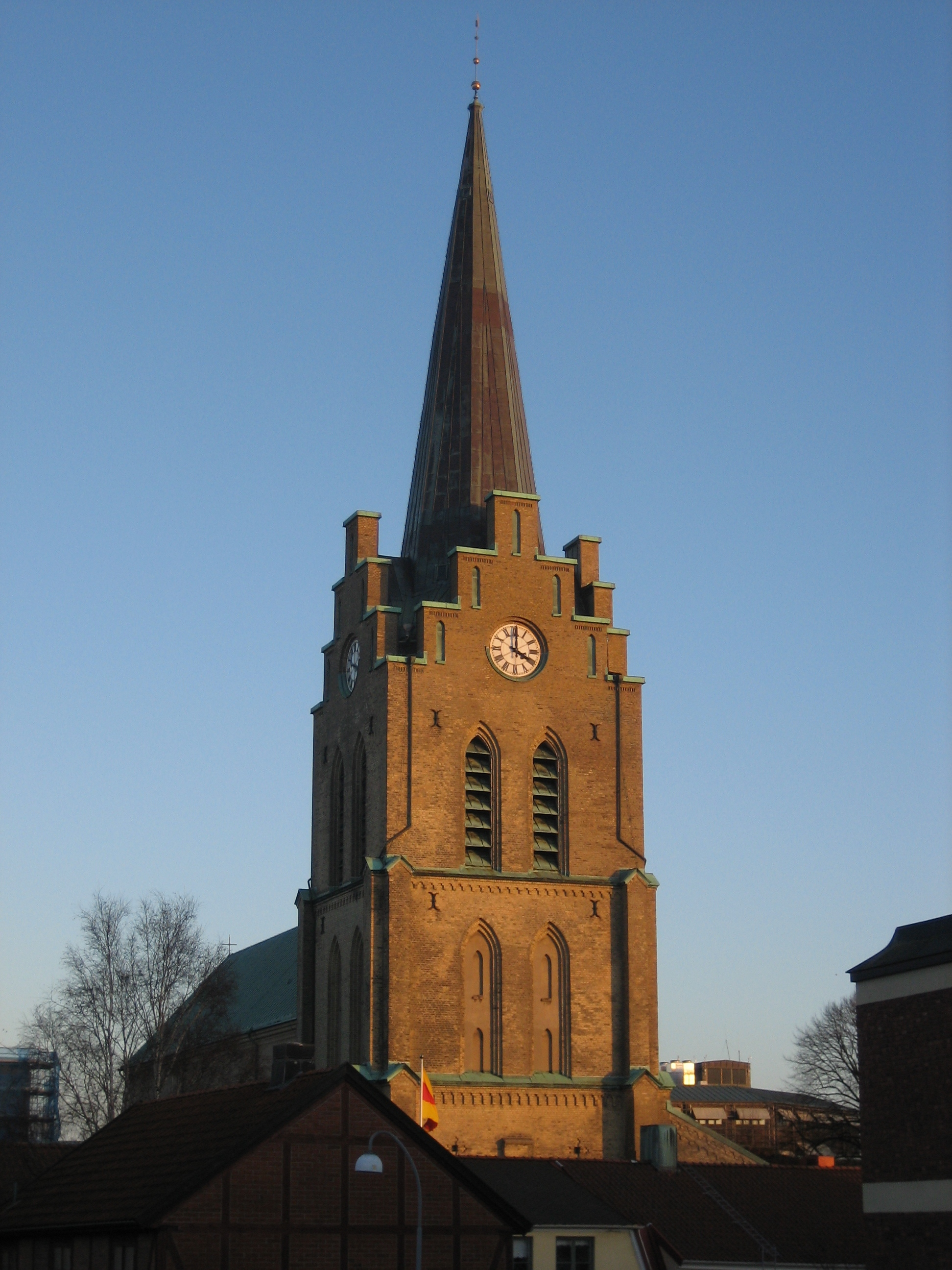
Tornet
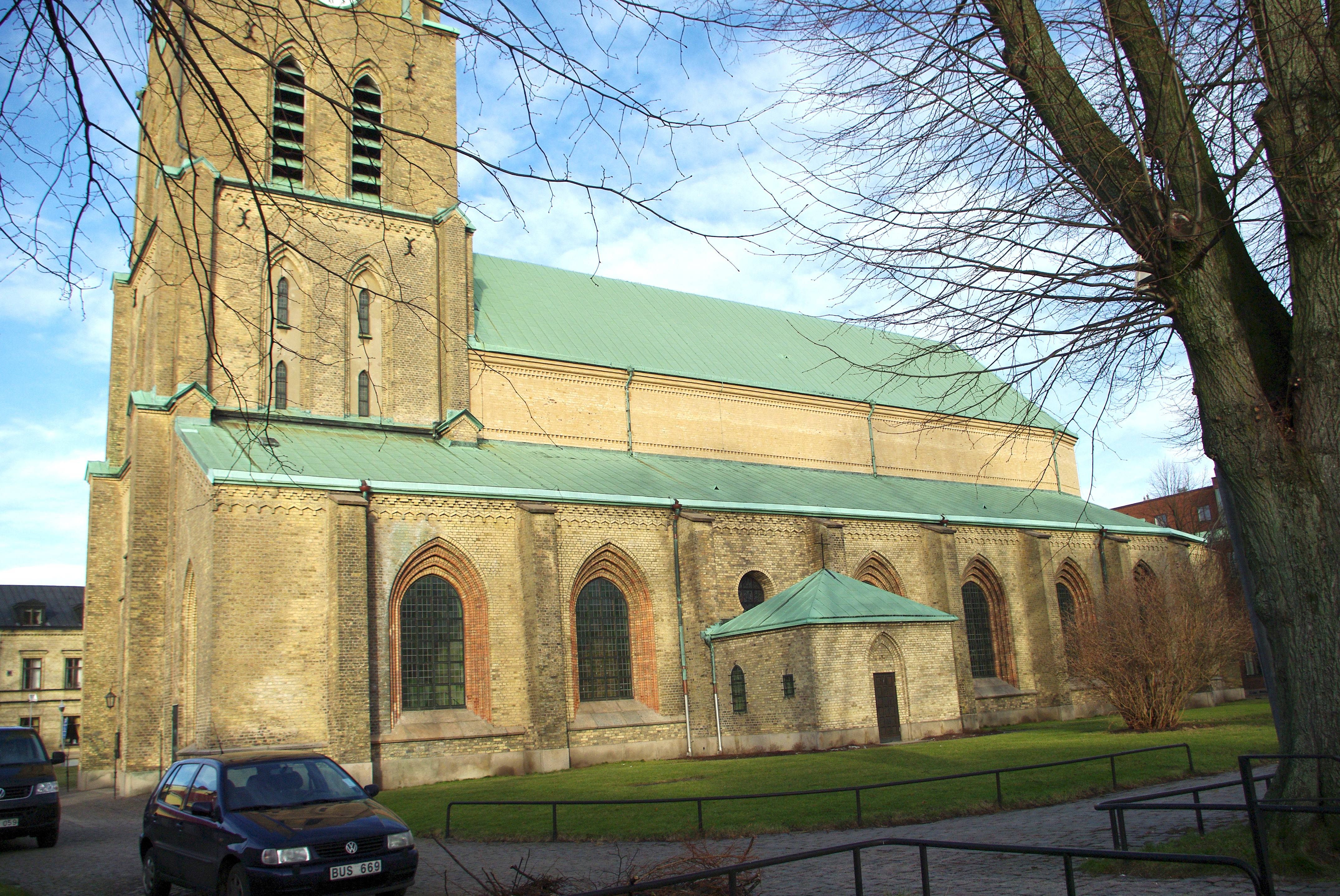
Kyrkan från söder